# Axonya similis
Axonya similis – gatunek chrząszcza z rodziny biegaczowatych i podrodziny Broscinae.

## Taksonomia
Gatunek ten opisany został w 1999 roku przez Alexandra Dostala i Herberta Zettla. Według A. Aniszczenki gatunek ten może być synonimem A. championi.

## Opis
Ciało długości od 9 do 9,6 mm. Wierzch ciała ciemnozielony, gdzieniegdzie z metalicznie zielonym połyskiem (słabszym niż u A. championi), spód ciemnobrązowy do czarnego, pierwsze cztery człony czułków rudożółte, pozostałe ciemnobrązowoszare, odnóża i głaszczki rudożółte. Nadustek gładki. Bruzda nadoczna tej samej szerokości i głębokości wzdłuż wewnętrznej krawędzi oczu jak i z przodu od nich. Boki przedplecza zaokrąglone i zwężone ku podstawie, kąty wyraźne: przednie niewystające, a tylne rozwartokątne. Pokrywy po bokach nieco wypukłe i o ramionach szeroko zaokrąglonych. Rzędy i epipleury punktowane, międzyrzędy zaś nieco wypukłe. Edeagus pośrodku zgięty ku dołowi i o wierzchołku wąsko zaokrąglonym.

## Rozprzestrzenienie
Gatunek endemiczny dla subkontynentu indyjskiego. Znany z indyjskich stanów Asam, Sikkim i Dardżyling oraz z Nepalu.